# Czapiewice-Wybudowanie
Czapiewice-Wybudowanie – wieś w Polsce, w województwie pomorskim, w powiecie chojnickim, w gminie Brusy.
Do 2023 miejscowość była osadą wsi Czapiewice.
W latach 1975–1998 Czapiewice-Wybudowanie administracyjnie należało do województwa bydgoskiego.